# Sokolik
Sokolik (niem. Forst Berg lub Forstberg, 622 i 642 m n.p.m.) – drugi co do wysokości szczyt w Sokolich Górach, w Rudawach Janowickich.
Położony jest w północno-zachodniej części Rudaw Janowickich, w Górach Sokolich, na północ od bliźniaczej Krzyżnej Góry, od której oddziela go Przełączka. Na szczycie i zboczach duże nagromadzenie skałek oraz pojedynczych bloków skalnych. Wiele z nich posiada własne nazwy. Najbardziej znane skałki "Sokoliki", znajdujące się w północno-wschodniej części szczytu, składają się z dwóch filarów skalnych, z których zachodni, wyższy (642 m n.p.m.) zwieńczony jest stalową platformą widokową, na którą prowadzą żelazne schody. Co do daty powstania schodów i platformy w literaturze funkcjonują dwie wersje. Według pierwszej z nich schody w tym miejscu zostały wykute w 1885 z inicjatywy Riesengebirgsverein, które w najbardziej stromych miejscach zamontowało dodatkowo drewniane drabiny. Inne źródła przypisują inicjatywę właścicielowi dóbr w Maciejowej Carlowi Emilowi Beckerowi, a jako czas realizacji podają rok 1884. Pomiędzy pośrednimi pomostami istniała kiedyś żeliwna tabliczka z napisem Piękny widok i rokiem budowy schodów. Na szczycie Becker nakazał ustawić maszt, na który wciągano flagę z jego imieniem i nazwiskiem.
Niektóre skałki pokrywające szczyt i zbocza masywu, to: "Krzywa Turnia", "Sukiennice", "Chatka", "Stodoła", "Jastrzębiec", "Okienna", "Ząbek", "Wysoka", "Michały", "Szafa", "Loża", "Solarium", "Skałka nad Ogniskiem", "Gilotyna", "Kiełek", "Zipserowa Czuba", "Ptak", "Tępa", "Leśna" i inne.
Na Sokoliku kultywowany był występujący w Sudetach do 1945 r. zwyczaj umieszczania w specjalnie przygotowanych metalowych puszkach (tzw. puszkach szczytowych) książek szczytowych oraz ołówków, umożliwiających wpisywanie turystom informacji o kolejnych wejściach na wierzchołek i – ewentualnie – o towarzyszących temu wrażeniach. Trudno ustalić, kiedy zwyczaj ten się pojawił; zanikł on natomiast definitywnie po wymianie ludności w Sudetach po II wojnie światowej.
Z platformy rozpościera się widok na Karkonosze, dolinę Bobru, północną część Rudaw Janowickich oraz Góry Kaczawskie. Sokolik jest często wykorzystywany jako teren do ćwiczeń wspinaczkowych.
Zbudowany z granitu karkonoskiego.
Wzniesienie położone jest na obszarze Rudawskiego Parku Krajobrazowego.

## Piesze szlaki turystyczne
- Schronisko PTTK „Szwajcarka” - Husyckie Skały - Sokolik

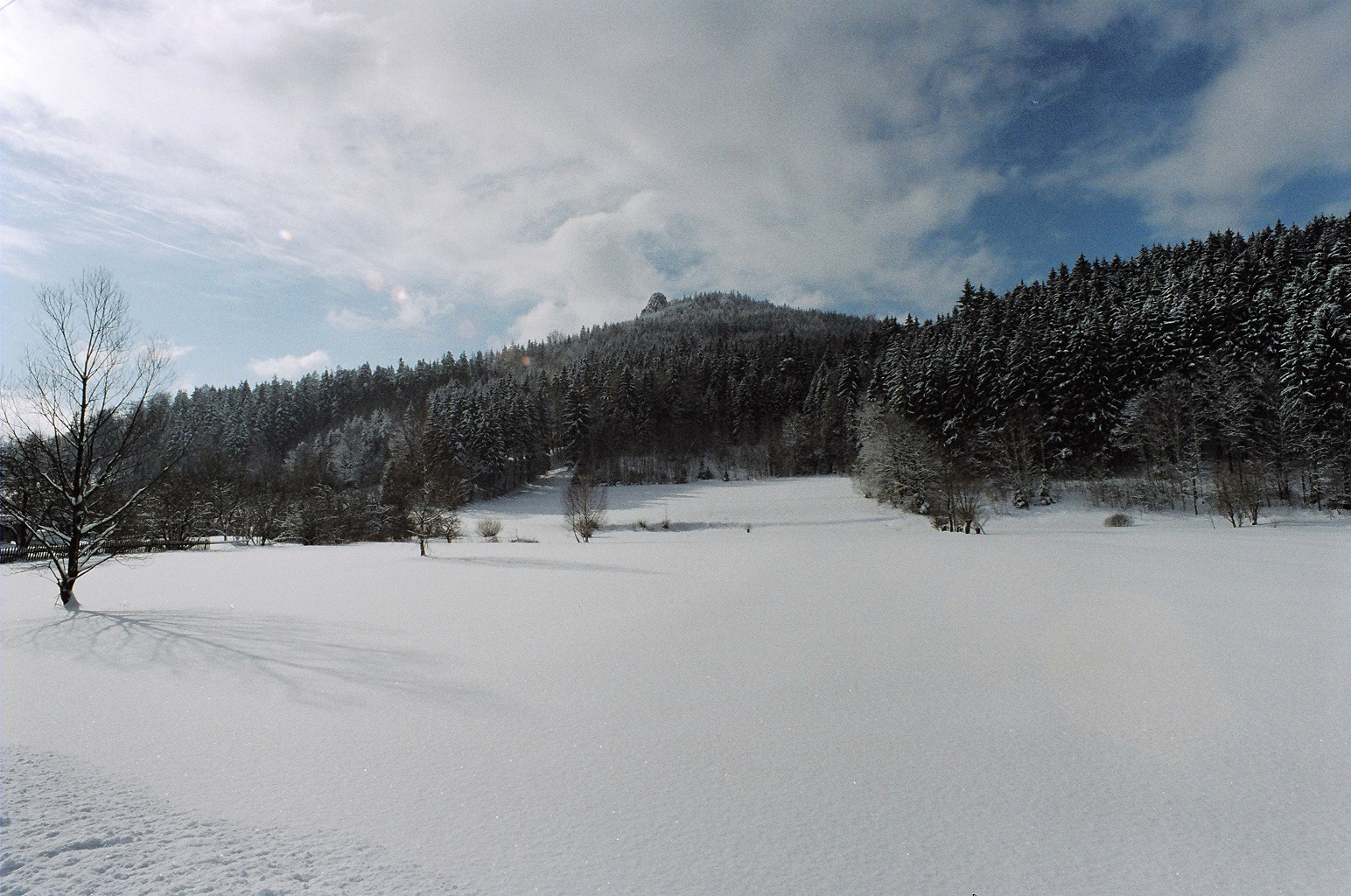
Widok na masyw Sokolika od Strony Trzcińska
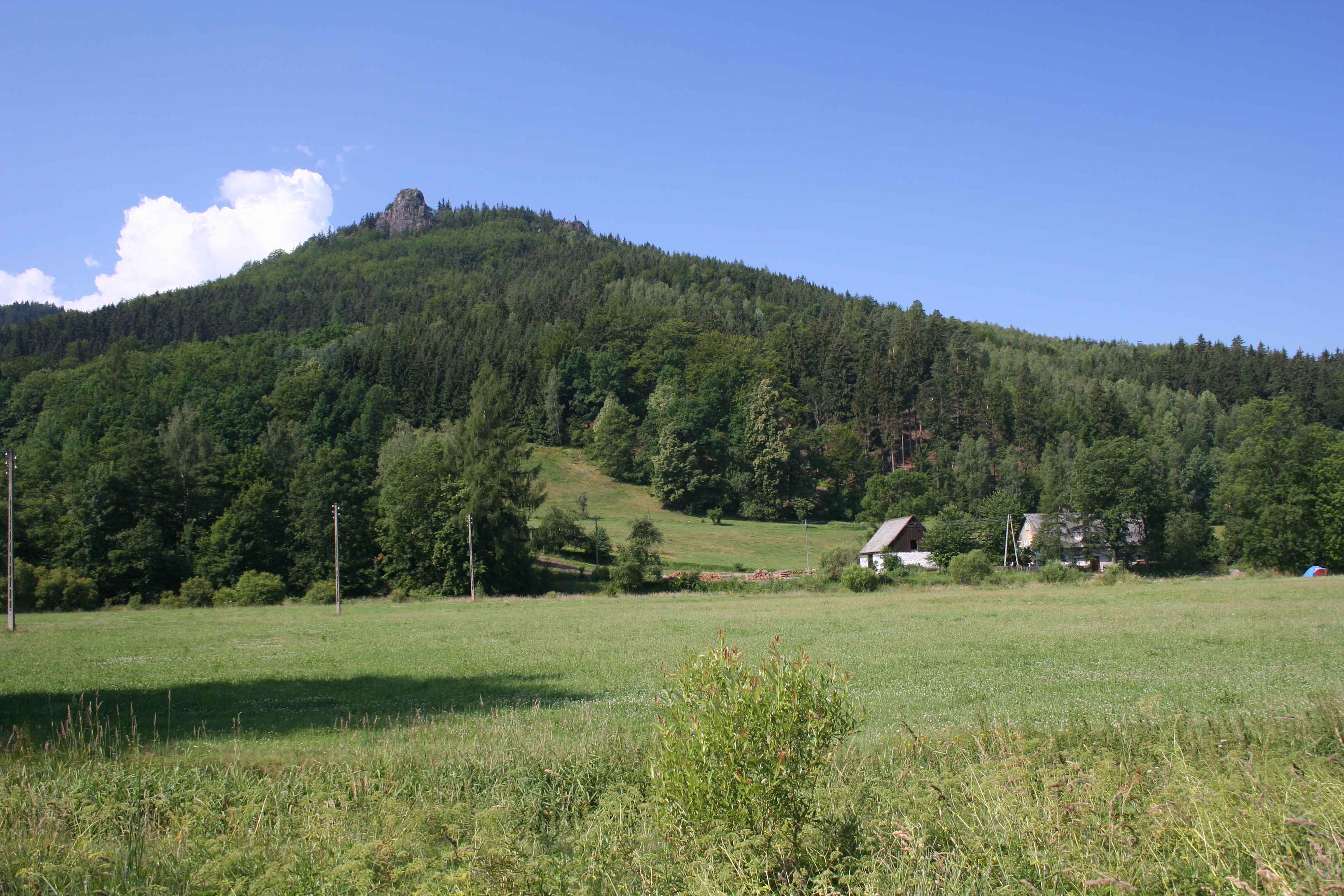
Sokolik
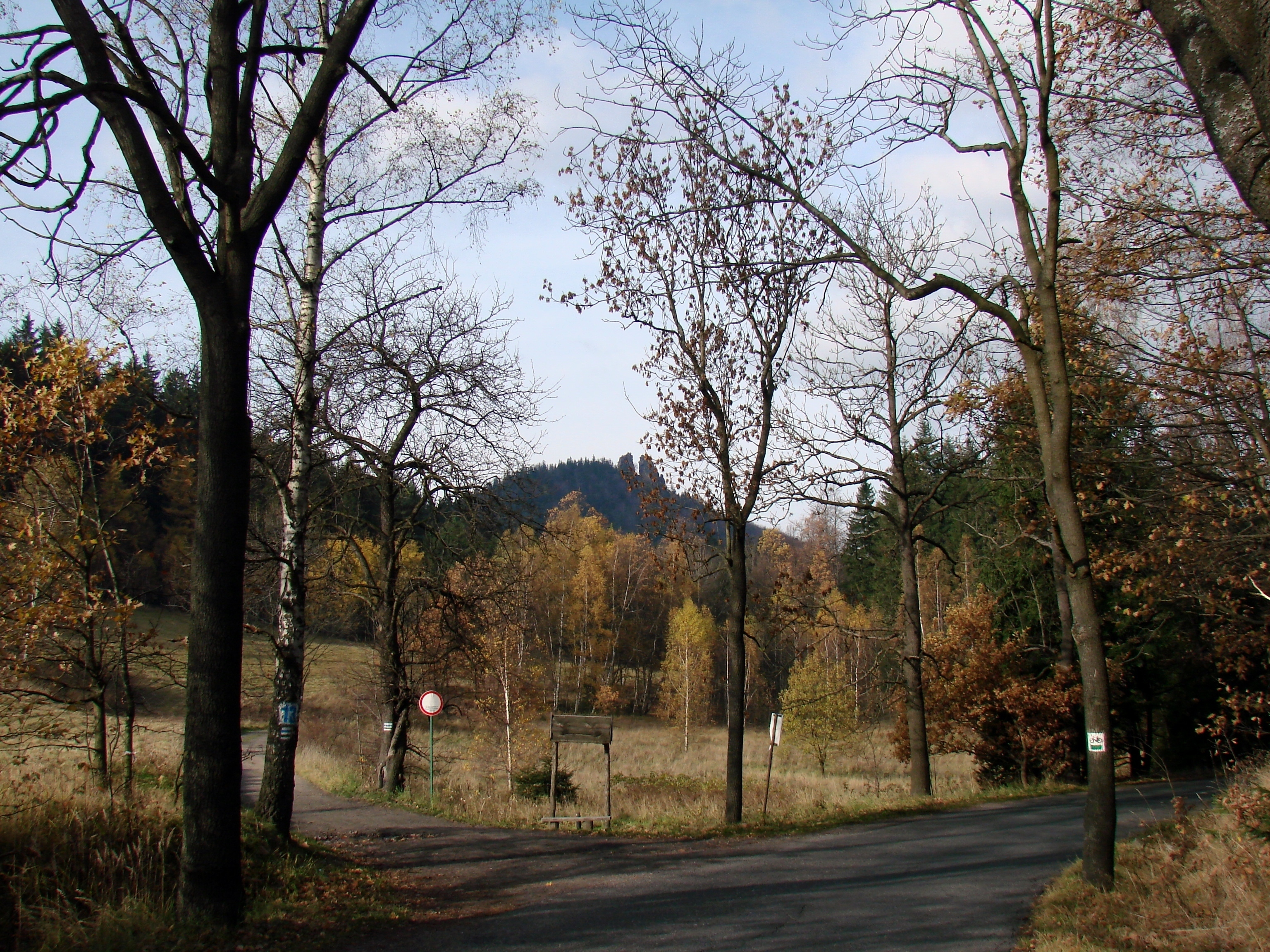
Widok na Sokolik od wschodu
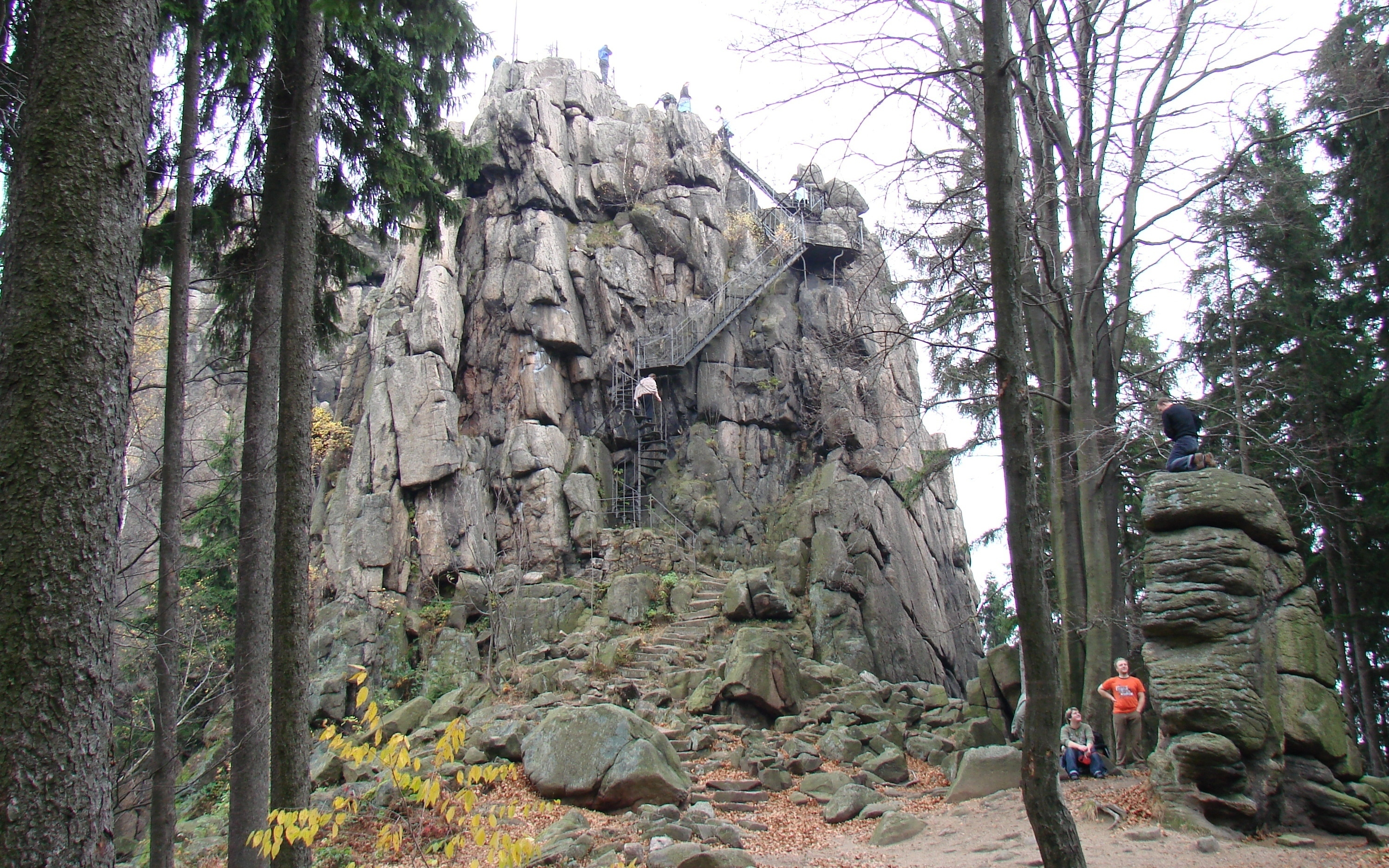
Filar Zachodni
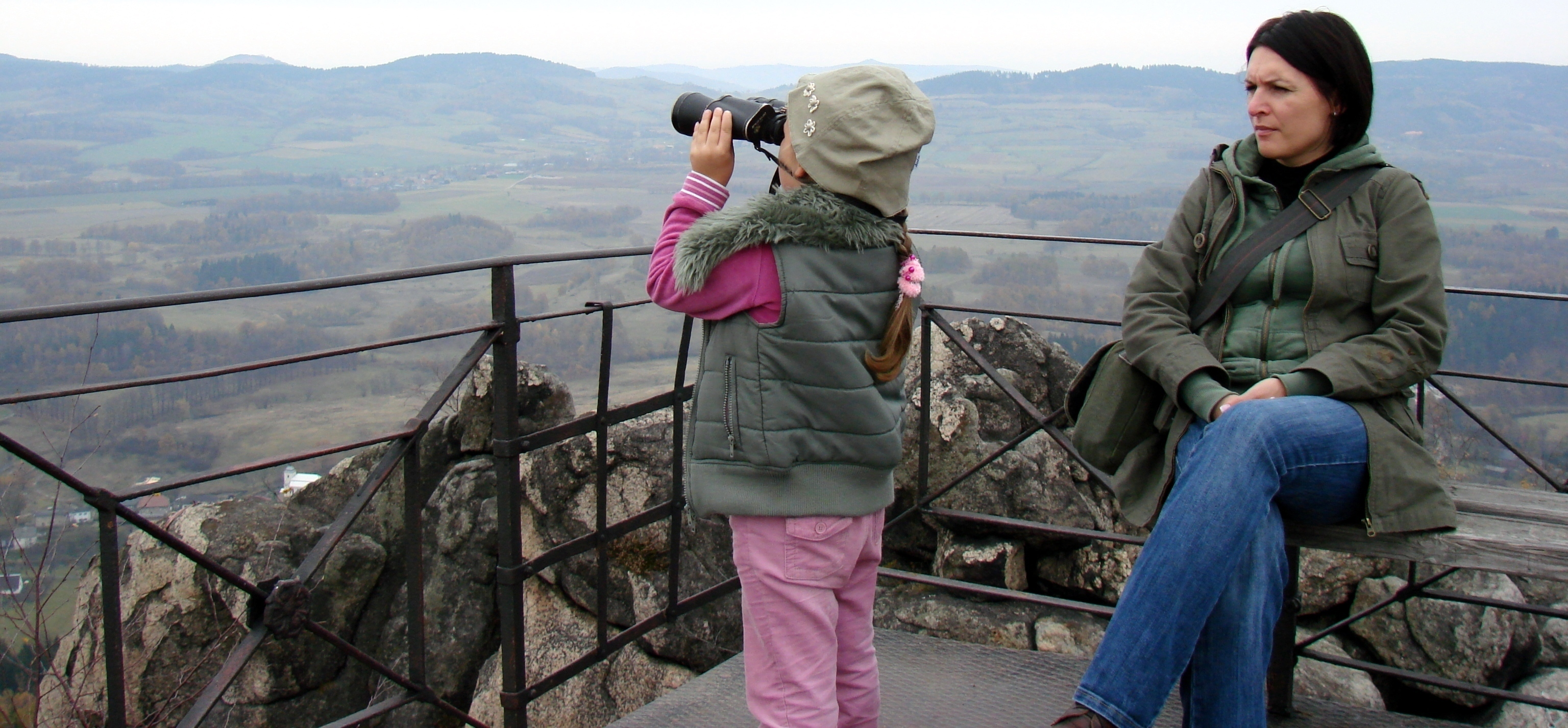
Punkt widokowy
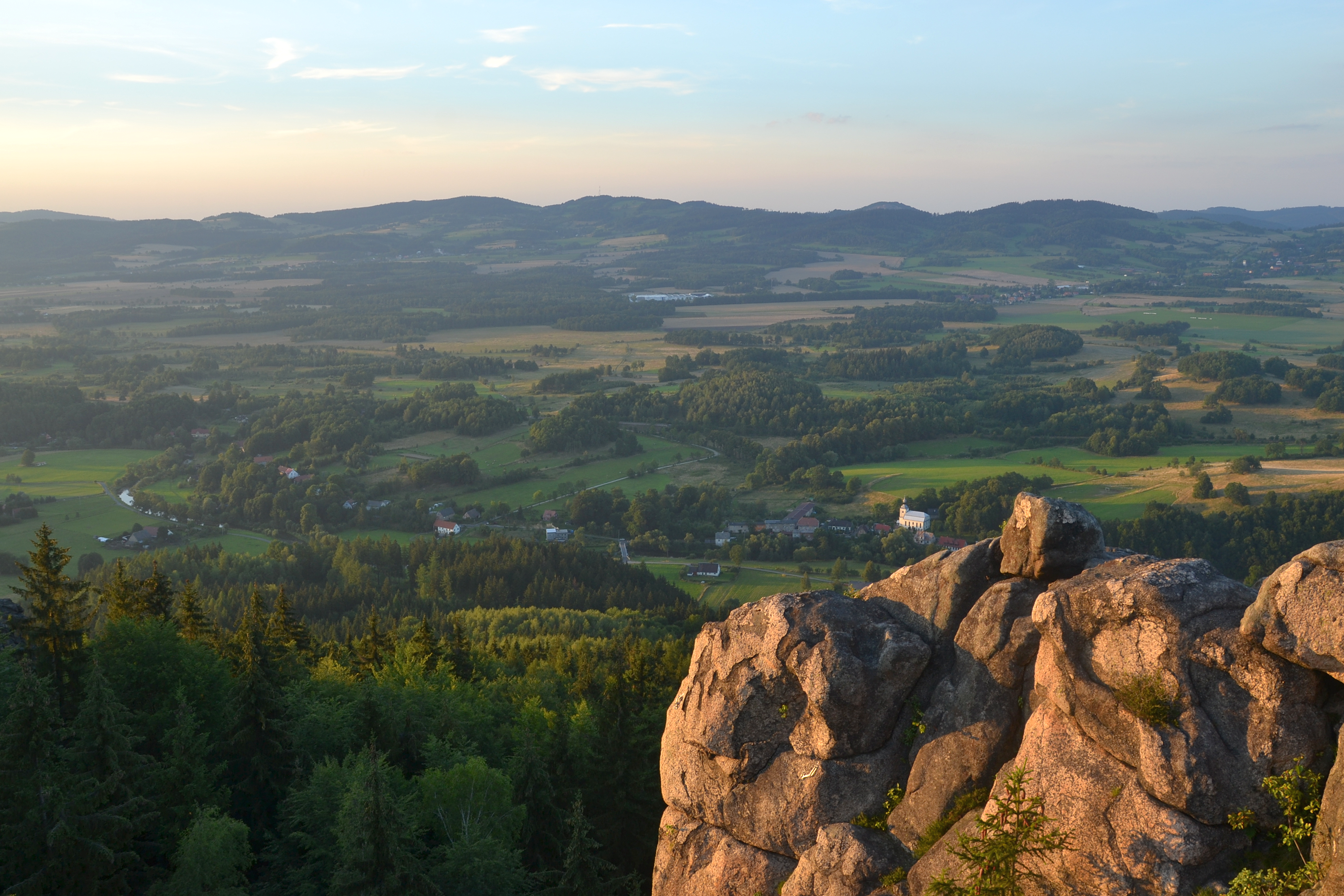
Widok z Filara Zachodniego. W dole Trzcińsko